# Tres Bocas 3ra. Sección
Tres Bocas 3ra. Sección är en ort i Mexiko.   Den ligger i kommunen Huimanguillo och delstaten Tabasco, i den sydöstra delen av landet, 600 km öster om huvudstaden Mexico City. Tres Bocas 3ra. Sección ligger 19 meter över havet och antalet invånare är 267.
Terrängen runt Tres Bocas 3ra. Sección är mycket platt. Runt Tres Bocas 3ra. Sección är det ganska glesbefolkat, med 45 invånare per kvadratkilometer. Närmaste större samhälle är Tres Bocas 1ra. Sección, 3,6 km nordväst om Tres Bocas 3ra. Sección. Trakten runt Tres Bocas 3ra. Sección består till största delen av jordbruksmark.